# 米尔巴克
米尔巴克（法語：Murbach，发音：[myʁbak] 或 [muʁbax]）是法国上莱茵省的一个市镇，属于坦恩-盖布维莱尔区（Thann-Guebwiller）盖布维莱尔县（Guebwiller）。该市镇总面积6.66平方公里，2009年时的人口为140人。

## 人口
米尔巴克人口变化图示